# Herningmotorvejen
Herningmotorvejen (mellem Låsby og Funder Silkeborgmotorvejen) er en motorvej i Jylland mellem Brabrand og Herning SØ og er en del af Primærrute 15. Motorvejsstrækningen går fra Herning til Aarhus. 

## Linjeføring
Fra øst starter motorvejen i Brabrand, hvor den krydser Østjyske Motorvej i kløverbladsanlægget ved E45, Motorvejskryds Århus Vest – det første af sin art i Danmark, fortsætter forbi Galten, gennem Silkeborg, forbi Ikast og krydser Midtjyske Motorvej i Motorvejskryds Herning, for at ende i en rundkørsel med sekundærrute 195 (Dronningens Boulevard/Silkeborgvej) og Godsbanevej.
Strækningen mellem Funder og Bording åbnede 31. august 2012. På denne strækning findes Danmarks længste landbro, Funder Ådalsbro.
Første strækning på Silkeborgmotorvejen mellem Låsby og Hårup åbnede den 1. december 2014, 10 måneder før det planlagte tidspunkt. Strækningen kunne åbne før tid på grund af den milde vinter 2013/2014, men der manglede ved åbningen slidlag på en del af strækningen og rastepladsen var endnu ikke klar.
Den sidste del af motorvejen ved Silkeborg har været igennem en lang beslutningsproces. Oprindeligt blev der undersøgt to linjeføringer. Ringsvejslinjen, som førte motorvejen gennem Silkeborg, og Resendallinjen, som førte motorvejen nord om Silkeborg. En borger foreslog på en høring i 2002 en kombination af de to linjer (kombilinjen). Denne løsning blev valgt som den foretrukne af regeringen, da den bedst tager hensyn til de naturmæssige værdier, som knytter sig til Gudenådalen. Og i december 2008 kom den politiske aftale indgået mellem regeringen, Dansk Folkeparti og De Radikale. Med aftalen åbnede anlæggets første etape mellem Låsby og Hårup i 2014, mens Kronprins Frederik åbnede anden etape til Funder i september 2016.

## Etaper
| Motorvejsetaper | Motorvejsetaper           | Motorvejsetaper | Motorvejsetaper | Motorvejsetaper | Motorvejsetaper | Motorvejsetaper | Motorvejsetaper |
| Fra             | Frakørsel                 | Til             | Frakørsel       | Baner           | KM              | Åbningsår       | Bemærkninger    |
| --------------- | ------------------------- | --------------- | --------------- | --------------- | --------------- | --------------- | --------------- |
| Brabrand        | Motorvejskryds Århus Vest | Låsby           | 24              | 4               | 15,6            | 2003            |                 |
| Låsby           | 24                        | Hårup           |                 | 4               | 11              | 2014            |                 |
| Hårup           | 26                        | Funder          |                 |                 |                 | 2016            |                 |
| Funder          |                           | Bording         | 36              | 4               | 12              | 2012            |                 |
| Bording         | 36                        | Herning SØ      |                 | 4               | 17,1            | 2002            |                 |

- Brobyggeri over Gudenå juli 2012
- Nordbredden af brobyggeriet over Gudenå juli 2012
- Gudenåbroen februar 2013
- Byggeri af faunaspassage ved Haarup Sande, januar 2013
- Brobygning over Funder Å ved Hørbylunde, juli 2010

## Støjgener
Efter åbningen af Silkeborg-strækningen har over 300 borgere langs motorvejen oplevet markant højere støjgener end før. Derfor dukkede de op til et borgermøde på Silkeborg Højskole i december 2016. En samarbejdsgruppe Tag Toppen Af Støjen langs motorvejen er gået sammen for at støjdæmpe motorvejen, der både medfører lys- og lydgener inde i husene. 